# Libre Publishing
Libre Publishing est une maison d'édition japonaise fondée en 2006, qui succède à Biblos. Elle est spécialisée dans les mangas Boy's Love.

## Magazines
Magazines de manga boy's love :
- BExBOY, mensuel débuté en mars 1993[1]. Une version française du magazine, éditée par Asuka et Kazé, nommée BExBOY Magazine a vu le jour entre juillet 2009 et juillet 2012.
- Be-Boy Gold, bimensuel[1]
- Junk! Boy, biannuel
- Kurofune Zero, biannuel[1]

Il existe également des anthologies bimensuelles :
- B-Boys Zip,
- Be Boys LUV

Également des magazines de light novels :
- Shôsetsu BExBOY, mensuel
- Shôsetsu BEaST[1]